# Naturdenkmal 3 Linden (Erlinghausen)
Das Naturdenkmal 3 Linden liegt nördlich von Erlinghausen im Stadtgebiet von Marsberg. Das Gebiet wurde 2008 mit dem Landschaftsplan Marsberg durch den Kreistag des Hochsauerlandkreises als Naturdenkmal (ND) ausgewiesen. Das LB steht im Landschaftsschutzgebiet Freiflächen um Erlinghausen / Auf der Sandkuhle. Der Geschützter Landschaftsbestandteil Hecke im Kressenborn grenzt fast direkt an.

## Beschreibung
Der Landschaftsplan führt zum ND aus: „Das Ensemble aus drei alten Linden und einem Bildstock steht zwischen einer Wirtschaftswegekreuzung und der Gartenfläche eines Aussiedlerhofes an markanter Stelle in der offenen Feldflur nördlich Erlinghausen. Die stattliche Baumgruppe bietet sich als Endpunkt der unter 5.13 vorgesehenen Anpflanzung an und würde selbst bei einem (nach den Planfestsetzungen möglichen) Vordringen des Waldes von Westen her eine wichtige „Landmarke“ darstellen.“

## Schutzzweck
Der Landschaftsplan führt zum Schutzzweck aus: „Alle nachfolgenden Naturdenkmale sind als markante und dominante Einzelelemente mit einer herausragenden landschaftsbelebenden Wirkung von Bedeutung. Als Schutzobjekte werden sie wegen ihrer Eigenart und Schönheit festgesetzt, die sie im Wesentlichen durch ihre vollendete Wuchsform (Freistand) und / oder durch ihre landschaftsprägende Lage in der Feldflur erreichen.“ Unter Verbote wird u. a. ausgeführt: „Insbesondere ist verboten das Naturdenkmal zu beschädigen, es auszureißen, auszugraben oder Teile davon abzutrennen oder auf andere Weise in seinem Wachstum oder Erscheinungsbild zu beeinträchtigen; Eine Wachstumsgefährdung kann insbesondere auch durch das Verletzen des Wurzelwerkes erfolgen. b) den Traufbereich des Naturdenkmals zu befestigen oder zu verfestigen; Zum Befestigen oder Verfestigen des Traufbereiches gehört u. a. ständiges Befahren, Asphaltieren oder Betonieren;“ Als Gebot wurde im Landschaftsplan festgesetzt: „Die Naturdenkmale sind durch geeignete Pflegemaßnahmen zu erhalten, solange der dafür erforderliche Aufwand in Abwägung mit ihrer jeweiligen Bedeutung für Natur und Landschaft gerechtfertigt ist.
Solche Maßnahmen bestehen insbesondere in der fachgerechten Behandlung von Schäden und Wunden, Totholzausastung, Beseitigung von Wurzelbrut und (vorbeugenden) statischen Verbesserungen.“